# クリス・クロッカー
クリス・クロッカー（英語: Chris Crocker、1987年12月7日 - ）は、アメリカ合衆国のインターネット・セレブリティ、ブロガー、レコーディングアーティストである。

## 経歴
テネシー州の東部に生まれる。彼を育てた祖父母はキリスト教根本主義者だったので、同性愛をカミングアウト出来る状況ではなかった。2007年にブリトニー・スピアーズを模倣した服装でパロディの音楽動画『Leave Britney Alone』という楽曲を発表、この頃からYouTubeに作品を投稿し始め、注目される様になった。

## Leave Britney Alone
2007年9月、MTVミュージックアワードでのブリトニー・スピアーズのパフォーマンスをパロディにした『Leave Britney Alone』という楽曲を発表した。涙ぐみながらブリトニーを擁護するクロッカーのこのビデオは2日間で400万以上の再生回数を記録 、何百ものパロディと批評を生み出し、国際的なメディアの注目を浴びた。
クロッカーは同性愛者であることを公表している。彼自身の懸念とMySpaceやYouTubeのコメントにおいて死の脅迫があることから、テネシーに拠点を置くクロッカーはアイデンティティと正確な居場所を非公開にしている。彼のMySpaceのプロフィールによると2008年1月現在、ロサンゼルスに住んでいる。

## ディスコグラフィ

### スタジオ・アルバム
- Turned On

### シングル
- Mind In The Gutter (2008年)
- Love You Better (2010年)
- Best Of Both Worlds (2010年)
- Fell For The Enemy (2010年)
- Freak Of Nature (2010年)
- I Want Your Bite (2011年)